# 桦树镇
桦树镇，是中华人民共和国吉林省白山市临江市下辖的一个乡镇级行政单位。

## 行政区划
桦树镇下辖以下地区：
森铁社区、大西社区、东风社区、西大川村、西南岔村、小营子村、杨木顶子村、柳树河子村、东小山村和西小山村。